# نهائي كأس الكؤوس الأوروبية 1970
نهائي كأس الكؤوس الأوروبية 1970 هي المباراة النهائية من منافسة كأس الكؤوس الأوروبية 1969–70، أقيمت المباراة في 29 أبريل 1970، في ملعب إرنست هابل، بين فريقي مانشستر سيتي الإنجليزي وغورنيك زابجه البولندي. وفاز فيها مانشستر سيتي، بعد أن هزم غورنيك زابجه، بنتيجة 2 - 1، وكان حكم المباراة Paul Schiller ‏، وحضر المباراة 7968 شخصاً.

## تفاصيل المباراة
لعبت المباراة النهائية في 29 أبريل 1970.
| مانشستر سيتي | 2 -1 | غورنيك زابجه |
| ------------ | ---- | ------------ |
|              |      |              |